# 통진 현감부사 선정비
통진 현감부사 선정비(通津縣監府使善政碑)는 대한민국 경기도 김포시 월곶면 군하리에 있다. 1986년 3월 3일 김포시의 향토유적 제5호로 지정되었다.

## 개요
17기의 비군(碑群)으로 모두 우리 고장에 부임해와 선정(善政)을 베풀었던 현감(縣監), 부사(府使), 관찰사(觀察使) 등 목민관들의 선정 불망비(不忘碑)로 이루어져 있다. 조선 중기에서 말기에 걸쳐 건립된 것들로서 지방사와 역대 행정관들의 치적으로 연구하는데 좋은 자료가 되고 있다.

## 명칭 변경
1986년 3월 3일 향토유적으로 지정 당시의 명칭은 군하리비군(郡下里碑群)이었으나, 유적의 내용과 특징을 잘 드러내지 못하여 2003년 12월 11일 현재의 명칭으로 변경되었다.